# Yannik Keitel
Yannik Keitel (* 15. Februar 2000 in Breisach am Rhein) ist ein deutscher Fußballspieler. Der defensive Mittelfeldspieler steht beim VfB Stuttgart unter Vertrag und war Nachwuchsnationalspieler.

## Karriere

### Verein
Keitel wechselte als Elfjähriger von seinem Heimatverein SV Breisach ins nahe gelegene Freiburg im Breisgau zum SC Freiburg. Er kam im Laufe seiner Ausbildung sowohl für die U17 als auch für die A-Jugend zum Einsatz, in beiden Altersklassen war der Mittelfeldspieler zeitweise als stellvertretender Mannschaftskapitän aktiv. Mit der U19 wurde Keitel in der Saison 2017/18 in der Bundesliga Tabellenachter, im Juniorenpokal war er hingegen mit Freiburg im Endspiel gegen Kaiserslautern erfolgreich. Im Halbfinale gelangen ihm darüber hinaus beide Treffer gegen Borussia Mönchengladbach.
Ab Sommer 2018 durfte Keitel, der weiterhin in der A-Jugend spielte, mit der zweiten Herrenmannschaft trainieren und kam für sie auch zu seinem ersten Einsatz in der Regionalliga Südwest. Ein Jahr später wurde der Offensivspieler unter Cheftrainer Christian Preußer fest in die Regionalligamannschaft integriert und wurde in der Rückrunde auch häufiger in der Innenverteidigung eingesetzt. Nachdem er bereits viermal im Spieltagskader gestanden hatte, kam Keitel am 24. Spieltag der Spielzeit 2019/20 beim 0:1 gegen Borussia Dortmund nach einer Einwechslung zu seinem Bundesligadebüt. Innerhalb der aufgrund der globalen COVID-19-Pandemie angeordneten Zwangspause erhielt der Offensivspieler Mitte April 2020 seinen ersten Profivertrag, der bis Juni 2021 lief. Der Nachfolgevertrag lief bis 30. Juni 2024, den Keitel nicht verlängerte.
Nach seinem Vertragsende wechselte Keitel zur Saison 2024/25 ablösefrei zum Ligakonkurrenten VfB Stuttgart. Er unterschrieb einen Vertrag bis zum 30. Juni 2028. Sein Pflichtspieldebüt für den VfB gab er am 27. November 2024 bei der 1:5-Niederlage gegen Roter Stern Belgrad in der Champions League.

### Nationalmannschaft
Zwischen 2016 und 2017 absolvierte Keitel 17 Länderspiele für die deutsche U17, in denen ihm drei Tore sowie eine Vorlage gelangen. Bei der EM 2017 gelangte er mit der Mannschaft bis ins Halbfinale, bei der WM im gleichen Jahr unter die besten Acht.
Im August 2020 wurde er von Stefan Kuntz erstmals in den Kader der deutsche U-21-Nationalmannschaft für die EM-Qualifikationsspiele gegen Moldau am 3. und gegen Belgien am 8. September 2020 berufen.
Keitel führte seine Mannschaft gegen Japan am 24. März 2023 als Kapitän an.
Deutschland schied bei der U21-EM 2023 in der Vorrunde aus, Keitel kam in allen drei Partien zum Einsatz. Anschließend war er aus Altersgründen nicht mehr für die U21 spielberechtigt.

## Titel
- Deutscher Pokalsieger: 2025 (VfB Stuttgart)
- Meister der Regionalliga Südwest und Aufstieg in die 3. Liga: 2021 (SC Freiburg II)
- Deutscher A-Junioren-Pokalsieger: 2018 (SC Freiburg)